# Boa Esperança do Sul
Boa Esperança do Sul is een gemeente in de Braziliaanse deelstaat São Paulo. De gemeente telt 13.953 inwoners (schatting 2009).

## Aangrenzende gemeenten
De gemeente grenst aan Araraquara, Bariri, Bocaina, Dourado, Gavião Peixoto, Ibitinga, Itaju, Nova Europa, Ribeirão Bonito, Tabatinga en Trabiju.